# Digitaria myriostachya
Digitaria myriostachya är en gräsart som först beskrevs av Eduard Hackel, och fick sitt nu gällande namn av Johannes Jan Theodoor Henrard. Digitaria myriostachya ingår i släktet fingerhirser, och familjen gräs. Inga underarter finns listade i Catalogue of Life.